# Vääränselkä
Vääränselkä är en sjö i kommunen Heinävesi i landskapet Södra Savolax i Finland. Sjön ligger 76,8 meter över havet. Den är 15 meter djup. Arean är 2,2 kvadratkilometer och strandlinjen är 20,19 kilometer lång. Sjön  ingår i Vuoksens huvudavrinningsområde.   Den ligger omkring 110 kilometer nordöst om S:t Michel och omkring 320 kilometer nordöst om Helsingfors. 
I sjön finns öarna Rapasaari och Tulisaari. 
Vääränselkä binds samman med Kermajärvi genom kanalerna Vihovuonne Kanava och Vääränkosken Kanava. 